# Mellicta varissima
Mellicta varissima är en fjärilsart som beskrevs av Ruggero Verity 1914. Mellicta varissima ingår i släktet Mellicta och familjen praktfjärilar. Inga underarter finns listade i Catalogue of Life.